# Мардис, Элейн
Элейн Р. Мардис (англ. Elaine R. Mardis, родилась 28 сентября 1962 года) — соисполнительный директор Института геномной медицины при Национальной детской больнице, где она также является заведующей кафедрой геномной медицины Национального фонда. Она также является профессором педиатрии в Медицинском колледже университета штата Огайо. Исследования Мардис сосредоточены на геномной характеристике рака и её значении для онкологической медицины. Она была частью команды, которая сообщила о первом основанном на следующем поколении полном секвенировании генома рака, и активно участвовала в Атласе ракового генома (TCGA) и Проекте ракового генома у детей (PCGP).

## Биография
Мардис родилась в Норт-Платте, штат Небраска. Она увлеклась наукой в раннем возрасте и благодарит своего отца, профессора химии с более чем 30-летним стажем, за то, что он подпитывал эту страсть.
Элейн получила степень бакалавра зоологии в Университете Оклахомы в 1984 году. На последнем курсе она прошла курс биохимии, который преподавал доктор философии Брюс Роу, который, по её словам, открыл ей глаза на мир молекулярной биологии. Она осталась в Университете Оклахомы для учёбы в докторантуре под руководством доктора Роу, который был одним из первых академических учёных, у которых в лаборатории был флуоресцентный секвенатор ДНК. В результате во время своей докторской работы Мардис изучила искусство секвенирования ДНК в то время, когда этим занимались немногие.
После получения степени доктора философии по химии и биохимии в 1989 году Мардис работала в аспирантуре в области промышленности в Bio-Rad Laboratories в Геркюлисе, штат Калифорния.
В 1993 году Мардис поступила на факультет Медицинской школы Вашингтонского университета. В течение следующих 23 лет она занимала несколько академических и руководящих должностей в университете, в том числе была содиректором Института генома Макдоннелла. На этой должности она внесла значительный вклад в секвенирование и анализ генома человека и сыграла важную роль в установлении полезности технологий массового параллельного секвенирования для понимания биологии рака. Её работа в области генетики и геномики рака позволила понять генетические факторы многих типов рака, включая острый миелоидный лейкоз, рак груди, глиобластому и аденокарцинома лёгких. Благодаря более точному определению ландшафта зародышевой линии и соматических изменений, это исследование помогает разработать новые стратегии лечения рака и является центральным элементом концепции точной медицины.
С момента прихода в Национальную детскую больницу в 2016 году доктор Мардис сосредоточила свои исследования на включении методов секвенирования нового поколения и накопленных знаний о геномике рака в процесс принятия клинических и терапевтических решений, а также на разработку новых подходов к иммунотерапии рака.
В 2015 году совместно с издательством Cold Spring Harbor Laboratory Press Мардис помогла запустить журнал точной медицины с открытым доступом, Molecular Case Studies. В настоящее время она является главным редактором.
Мардис была избрана президентом Американской ассоциации исследований рака на 2019–2020 годы.

## Почести и награды
- 2010: Премия Скриппса за трансляционные исследования[3]
- 2011: Почётная награда выпускника Колледжа искусств и наук Университета Оклахомы[24]
- 2016: Премия Мортона К. Шварца за значительный вклад в диагностику исследований рака от Американской ассоциации клинической химии[25]
- 2017: Премия Luminary Award Всемирного конгресса точной медицины 2017[26]
- 2019: Избрание в класс стипендиатов Американской ассоциации исследований рака[англ.] (AACR) 2019 года[27]